# العلاقات التوفالية الجنوب سودانية
العلاقات التوفالية الجنوب سودانية هي العلاقات الثنائية التي تجمع بين توفالو وجنوب السودان.

## مقارنة بين البلدين
هذه مقارنة عامة ومرجعية للدولتين:
| وجه المقارنة                                              | توفالو                         | جنوب السودان                  |
| --------------------------------------------------------- | ------------------------------ | ----------------------------- |
| المساحة (كم2)                                             | 26                             | 619.75 ألف                    |
| عدد السكان (نسمة)                                         | 11.19 ألف                      | 12.58 مليون                   |
| الكثافة السكانية (ن./كم²)                                 | 43.04 ألف                      | 20.3                          |
| العاصمة                                                   | فونافوتي                       | جوبا                          |
| اللغة الرسمية                                             | اللغة التوفالوية، لغة إنجليزية | لغة إنجليزية                  |
| العملة                                                    | دولار توفالو                   | جنيه جنوب سوداني، جنيه سوداني |
| الناتج المحلي الإجمالي (بليون دولار)                      | 39.73 مليون                    | 2.90 مليار                    |
| الناتج المحلي الإجمالي (تعادل القوة الشرائية) بليون دولار | 38.93 مليون                    | 22.88 مليار                   |
| الناتج المحلي الإجمالي الاسمي للفرد دولار أمريكي          | 3.29 ألف                       | 73                            |
| الناتج المحلي الإجمالي للفرد دولار أمريكي                 | 3.77 ألف                       | 2.02 ألف                      |
| مؤشر التنمية البشرية                                      |                                | 0.467                         |
| رمز المكالمات الدولي                                      | +688                           | +211                          |
| رمز الإنترنت                                              | .tv                            | .ss                           |
| المنطقة الزمنية                                           | ت ع م+12:00                    | ت ع م+03:00                   |

## منظمات دولية مشتركة
يشترك البلدان في عضوية مجموعة من المنظمات الدولية، منها:
| علم المنظمة | اسم المنظمة                   | تاريخ انضمام توفالو | تاريخ انضمام جنوب السودان |
| ----------- | ----------------------------- | ------------------- | ------------------------- |
|             | الاتحاد الدولي للاتصالات      | 15 أغسطس 1996       | 3 أكتوبر 2011             |
|             | مؤسسة التنمية الدولية         | 24 يونيو 2010       | 18 أبريل 2012             |
|             | يونسكو                        | 21 أكتوبر 1991      | 27 أكتوبر 2011            |
|             | الأمم المتحدة                 | 5 سبتمبر 2000       | 14 يوليو 2011             |
|             | الاتحاد البريدي العالمي       | ?                   | ?                         |
|             | البنك الدولي للإنشاء والتعمير | 24 يونيو 2010       | 18 أبريل 2012             |

## وصلات خارجية
- موقع وزارة الخارجية الجنوب سودانية